# Víctor Patínez
Víctor Patínez era un atleta olímpico venezolano.  Participó en los Juegos Olímpicos de 1968, y de esa fecha hasta 1980 formó parte de la selección representante del Atletismo Venezolano.

## Línea de Tiempo
1964: Se inicia en la pista del Liceo Briceño Méndez bajo la dirección el Profesor Juan Facendo.
1965: Participó en las competencia organizadas en el Torneo Oswaldo (Pollo) Torrealba, en la categoría infantil realizada en Barcelona (Anzoategui) cuando tenía 14 años de edad. Allí obtuvo medalla de Oro en 60-80 metros planos.
Participó en los Juegos Deportivos Nacionales (Valencia) allí compite en 100-200 metros planos y el relevo 4x11 y 4 x 400, del cual fue el mejor atleta.
1966: Sufre una lesión a nivel óseo en la pierna derecha.
1968: Participó en los Juegos Deportivos Nacionales (Maracaibo) 200-400 metros y relevo 4 x 100 y 4 x 400 resultando er el mejor atleta de estos juegos y allí implantió el récord Bolivariano en la prueba de 200 m metros planos.
Participó en las Olimpadas (México) en las pruebas de 400 mteros planos y el relevo 4 x 400
Es el año de la fundación del Club Victor Patines oficialmente su primer Presidente es el Docente Agustín Moises Marcano
1970: Realiza Gira Preparatoria por 5 ciudades de Estados Unidos con miras a los Juegos Centroamericanos (Jamaica) y Panamericanos (Colombia)
1971: Participó en los Juegos Centroamericanos y del Caribe (Jamaica) en la prueba de 200 metros planos.
Participó en los Juegos Panamericanos (Colombia) en la prueba de 4x400metros
1972: Realizó gira preparatoria por 5 países Europeos con miras en los Juegos Olímpicos de Alemania.
1973: Participó en los Juegos Bolivarianos  (Panama) en los 200-400 metros planos y el relevo 4 x 400 metros.
Participó en los Juegos Centroamericanos (República Dominicana) relevo 4 x 400 metros.
Participó en los Juegos Deportivos Nacionales (Lara) en 200 metros planos y los relevos 4 x 100 y 4 x 400
Participó en el Memorial Barrientes (Cuba) en la prueba de 200 y 400 metros planos. 
1974: Participó en los Juegos Centroamericanos (Chile) en 200 y 400 metros planos. Allí se tituló por primera vez en Venezuela como Campeón.
Participó en los Juegos Centroamericanos y del Caribe (Zulia) en 400 metros planos y relevo 4 x 400 metros.
1975: Participó en los Juegos Deportivos Nacionales (Barcelona . Edo.Anzoategui) prueba de 200 metros, imponiendo Récord Nacional.
1977: Sufre lesión muscular a nivel del muslo derecho.
1979: Compitió en representación de la empresa Meneven (Distrito Anaco) en lanzamiento de bala y disco. Donde siempre tuvo destacada actuación.

## Mejores Tiempos
En 200 metros planos:
- 20,5: No oficial
- 20,6: Oficial

En 400 metros planos.
- 46.1: No oficial
- 46,3: Oficial

Premios en cifras:
4 Medallas cosechó en citas internacionales, también conquistó dos preseas doradas, un metal y un círculo broncineo en cinco justas disputadas en el exterior

Periódico EL TIEMPO, Domingo 4 de diciembre de 2011
Atletismo: El preparador Juan Facendo entrenó al tigrense durante 8 años, luego de verlo correr en el Liceo Briceño Méndez.
HACE 43 AÑOS, VICTOR PATINES SE CONVIRTIÓ EN UNA LEYENDA
El oriundo del Municipio Simon Rodríguez participó en los juegos olímpicos de 1968 e hizo historia, pues fue el PRIMER ANZOATIGUENSE que intervino en la magna cita del deporte universal. La contienda se celebró del 12 al 27 de octubre en México.
Victor Patines comenzó a practicar atletismo en 1959 y nueve años después hizo historia. En 1968 viajó a México y se convirtió en el primer anzoatiguense en competir en los juegos olímpicos.
El oriundo de El Tigre, municipio Simon Rodríguez, se siente orgulloso por haber logrado la hazaña, pero no se vanagloria por sus éxitos.
"Recuerdo bien esa época, yenia 18 años y fui convocado por la Federación para defender los colores patrios en México". relató el exvelocista, quien nació el 8 de noviembre de 1949.
Este hombre, padre de dos hijas: Glayvic y Victoria, ambos oriundos de la isla de Granada, asistió a la magna cita del deporte universal celebrada del 12 al 27 de octubre de 1968 luego de entrenarse durante ocho años bajo las órdenes de Juan Facendo.
"Desde que era un niño, me encantaba corrrer por los campos petroleros. Cuando cumplí 11 años el entrenador Juan Facendo me vio desplazarme en el liceo Briceño Méndez, me llamó y decidió prepararme"
Según Patines, las técnicas que le enseño el instructor le permitieron mejorar sus marcas personales y a la vez sobresalir en diversos eventos nacionales.
La instrucciion también le sirvió para destacarse en chequeos y ser escogido por las autoridades de la Federación Venezolana de Atletismo (FVA), para conformar el equipo de relevo 4 x 100 metros en la justa efectuada en suelo azteca.
Patines conformo, junto con Raul Dome, Victor Maldonado y José Maldonado, un elenco exitoso que llegó hasta las semifinales de la contienda, tras imponerse a representantes de Estados Unidos y Jamaica en pruebas eliminatorias.
Tres años más tarde, el cuarteto participó en los Juegos Panamericanos de Cali (Colombia) y ganó medalla de Bronce en el relevo 4 × 400 m.
Las cuatro gacelas intervinieron en las olimpiadas de Múnich (Alemania), en 1972, pero no trascendieron. En la nación germana, Patínez trato de demostrar sus habilidades a nivel individual en los 200 y 400 m lisos. Sin embargo, no brillo asegura, porque estaba aquejado por una lesión.
"Tenía el cuàdriceps dañado y no pude destacar. Sin embargo pude recuperarme y continue mi carrera"
Lauros
En 1973 formó parte del conjunto venezolano y se adueñó de la medalla de plata en el relevo 4 × 400 m, en los Juegos Centroamericanos y del Caribe de Panamá.
En 1974 viajó a Chile y fue figura al colgarse dos medallas áureos en el Campeonato Sudamericano de atletismo. "Dominé los 200 y 400m lisos en el Certamen Chileno. Gracias a Dios me fue bien".
Tras su retiro en los años 80, se mantuvo alejado de las pistas de tartan y hace dos décadas fundó el Club Victor Patínez, en El Tigre (que desde hace tiempo también funciona en Barcelona) para captar y formar nuevos talentos.

El Maracanazo Venezolano
El llamado "Maracanazo Venezolano" se refiere a un hito significativo en la historia del atletismo en Venezuela, específicamente en el contexto del Campeonato Suramericano de Atletismo "Varones" que tuvo lugar en Santiago de Chile en 1974. 
Este evento marcó una victoria memorable para el país, especialmente en el ámbito masculino, logrando un número récord de medallas de oro y resaltando el talento y la dedicación de sus atletas.
La victoria fue colectiva, con un equipo que demostró gran determinación y espíritu de lucha, a pesar de enfrentar adversidades como la lesión de Victor Patinez, uno de sus principales corredores. La adaptación del equipo y la decisión de concentrar sus esfuerzos en los atletas disponibles en la Posta de 4 x 400 metros resultaron en un milagro deportivo, que fue celebrado por la afición y los medios de comunicación.
Venezuela gano 7 medallas doradas incluyendo la medalla de oro de Gladys González en la Jabalina, ademas 4 medallas de plata y un arsenal de bronceadas, Hector Looez el capitán del equipo no fallo dominando cómodamente los 800 metros y apuntalo el Relevo de 4 x 400 metros Moises Zambrano Carrasquel, John Alexander, Héctor López García Oly y  Eric Phillips.
Venezuela no conquistaba en la categoría Varones desde 1963 en Lima con el llamado escuadrón de los Superdotados, otros baluartes que destacaron fueron Victor Patinez oro en 400 metros, Oscar Marin en las vallas cortas y  Jose Raul Gonzalez Tiapa  con 2 medallas doradas en 1500 metros y 3.000 metros con obstáculos y en decatlon Ramon Montezuma.
También sumaron medallas plateadas Jesus Rico en 100 metros,  Eric Davis Phillips Roberts  200, 400, 4 x 100 (Humberto Galean Oly, Eric Phillips, José Chacín Valleé  y Jesus Rico.
Las medallas de bronce fueron para Chacin 100 metros, Victor Patinez 200 metros, Lucirio Garrido 3.000 metros obstáculos, Edgar Moreno salto triple y Jose Carreño lanzamiento de bala, y por supuesto camada de puntos en cada evento de este .suramericano 
Nuestras queridas damas también cosecharon el oro de Gladys González, medalla de plata para Adriana Josefina Marchena Espinoza  en 400 metros, el relevo de la velocidad entre ellas Elsa Antunez, Trinidad Castillo, Alix Castillo y Doris Rivas 
Los diarios nacionales reseñaban el maracanazo nacional en el Campeonato Suramericano de atletismo en 1974, es el resultado de un equipo que a largo plazo comenzara a otorgarnos grandes dividendos, verdaderos estelares dentro del área, la mayoría de sus integrantes tienen juventud para regalar y en sus cortas trayectorias mucha experiencia, atletas aguerridos y fogueados.
Venezuela no solo consiguió un impresionante total de siete medallas de oro, sino que también logró una cosecha significativa de medallas de plata y bronce, lo que indicaba una nueva era para el atletismo venezolano. 
El éxito fue el resultado de una labor sostenida y del apoyo institucional liderado por el Dr. Carlos Felice Castillo con Maria Garcia de Felice presidente del IND, quien jugó un papel crucial en la promoción y desarrollo del atletismo en el país. Los jóvenes atletas, impulsados por su pasión y por el deseo de superar las limitaciones, se esforzaron por alcanzar su meta, uniendo sus fuerzas en pro de un sueño compartido.
La historia del "Maracanazo Venezolano" continúa siendo un punto de referencia para el deporte en el país, recordando la importancia del trabajo en equipo, la perseverancia y el apoyo institucional en la búsqueda de grandes logros. 
Estos eventos son una fuente de orgullo nacional y un testimonio de la capacidad de superación de los atletas venezolanos.
```
                                        
"Me dedico a captar talentos y los ayudó a elevar su

                                         nivel competitivo, para que brillen en distintas 
                                         competencias"

                                                                    Victor Patínez
```

## Viajes
Dentro de sus giras atléticas ha visitado ha visitado varios países de América y Europ entre ellos: México, Estados Unidos, Colombia, Jamaica,  Rusia (Moscú), Rumania, Noruega, Italia, España, Alemania, Panama, República Dominicana, Chile, Puerto Rico, Cuba, Santo Domingo, entre otros.
Momento que más recuerda: La prueba de relevo 4 x 400 donde perdió por final de fotografía con el atleta medallista Olímpico Juan Torena (cubano) en el Festival Atlético Memorial Barrientes, escenificado en el Estadium Olímpico Juan Abrante de La Habana, allí compitió en atletas de Hungría, Rusia, Panama, Cuba, Checoslovaquia, Jamaica, Polonia, Rumania y Bulgaria.